# Jan Rudnik

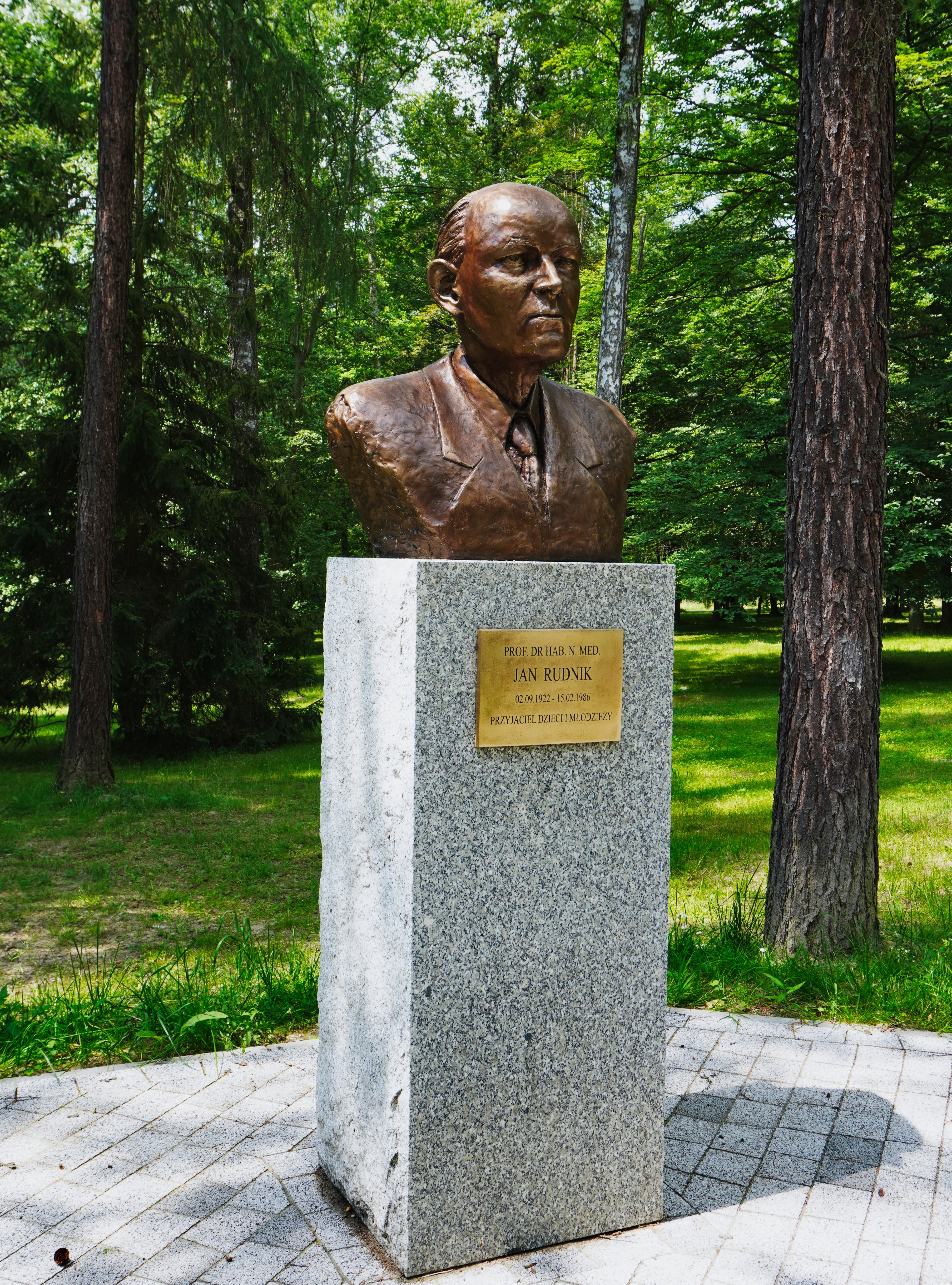
Pomnik profesora Jana Rudnika w Rabce-Zdroju, we wschodniej części Parku Zdrojowego

Jan Rudnik (ur. 2 września 1922, zm. 15 lutego 1986 w Rabce) – lekarz, profesor, pneumolog dziecięcy.
Naukę w szkole średniej przerwał wybuch II wojny światowej. W czasie wojny Jan Rudnik pracował jako robotnik rolny. Po wyzwoleniu zdaje maturę i podejmuje studia na Wydziale Lekarskim Uniwersytetu Gdańskiego. Już na III roku pracuje jako asystent w Zakładzie Anatomii Prawidłowej. W 1951 uzyskuje dyplom w Warszawie i jako stypendysta Ministerstwa Zdrowia pracuje w Zakładzie Radiologii Pediatrycznej Akademii Medycznej. Błyskotliwie rozwijająca się karierę przerywa gruźlica.
Choroba i operacja zmuszają Rudnika do zmiany planów zawodowych opuszczenia Warszawy i podjęcia leczenia w Zakopanem. W 1953 rozpoczyna pracę w Rabce jako asystent, a w 1956 jako ordynator tworzy 100 – łóżkowy oddział dla najcięższych przypadków gruźlicy dziecięcej oraz 200 – łóżkowy oddział dla niemowląt. W 1965 gruźlica stała się tematem pracy habilitacyjnej za którą nagrodzono Jana Rudnika nagrodą Rady Naukowej przy Ministrze Zdrowia. W 1972 Rudnik otrzymuje tytuł profesora. W latach 1970–1980 profesor był wiceprezesem, a potem prezesem Międzynarodowego Towarzystwa „Aerozole w Medycynie”. W latach 1982–1986 prezesem Europejskiego Towarzystwa Pneumologów Dziecięcych. W latach 1966–1986 ekspertem Światowej Organizacji Zdrowia. Szpital leczenia gruźlicy, w którym pracował i który rozbudował stał się w 1976 kliniką – Terenowym Oddziałem Instytutu Matki i Dziecka w Warszawie – placówką szkoleniową dla lekarzy i naukowo-badawczą.
Jan Rudnik jest autorem ponad 200 prac naukowych. Pod jego redakcją ukazał się pierwszy w Polsce podręcznik „Przewlekłe choroby układu oddechowego u dzieci” wydany w 1972. Za działalność naukową oraz za szkolenie lekarzy również zza granicy profesor nagradzany był odznaczeniami francuskimi, węgierskimi i niemieckimi. W Polsce jego pracę doceniono odznaczając między innymi Krzyżem Oficerskim Orderu Odrodzenia Polski oraz Medalem Komisji Edukacji Narodowej. Na wniosek dzieci zaś otrzymał Order Uśmiechu.
Profesor odszedł w wyniku ciężkiej i szybko postępującej choroby, pozostawiony majątek zapisał ówczesnemu Instytutowi Matki i Dziecka. Placówka ta została potem przekształcona w Oddział Terenowy Instytutowi Gruźlicy i Chorób Płuc i nazwana imieniem Jana i Ireny Rudników. Za pozostawione dewizy utworzono Fundację Ireny i Jan Rudników mającą ułatwić lekarzom wyjazdy na zagraniczne zjazdy i szkolenia naukowe. Profesor został pochowany na Starym Cmentarzu w Rabce przy ulicy Orkana. Ulicę przy której znajduje się IGiChP nazwano jego imieniem.